# Mocosita
 Mocosita  es un tango cuya letra pertenece a Víctor Soliño en tanto que la música es de Gerardo Matos Rodríguez. Fue estrenado por Pepita Cantero en 1925 en Montevideo en la obra teatral Seguí Pancho por la vía y grabado al año siguiente por Rosita Quiroga y también por Carlos Gardel con acompañamiento de guitarras. El protagonista del tango es un payador que lamenta el abandono de su amada y finalmente se suicida.

## Los autores
Víctor Soliño, cuyo nombre completo era Víctor Soliño Seminario (Bayona, Pontevedra, 10 de septiembre de 1897 – Montevideo, 13 de octubre de 1983) fue un periodista, letrista de tango y poeta uruguayo. De su autoría son las letras de los tangos Garufa (1928), Niño bien (1927), Adiós, mi barrio y Maula, entre otros. También fue autor de letras de folclore, murga y otros géneros musicales. Formó parte del grupo conocido como la Troupe ateniense, una asociación que se formó en 1922 y actuó hasta 1930. Los espectáculos de la Troupe ateniense estaban compuestos de breves escenas cómicas y partes musicales. El carácter de las mismas era abiertamente paródico, ironizando a menudo sobre personas o eventos de moda y adoptando el travestismo (los atenienses eran todos hombres).
Gerardo Matos Rodríguez, cuyo nombre completo era Gerardo Hernán Mattos Rodríguez (Montevideo, 18 de marzo de 1897 - Ib., 25 de abril de 1948) fue un músico, pianista, periodista y compositor de tangos y canciones criollas uruguayas que también  integró la  Troupe ateniense. Compuso varios temas para piezas teatrales y más de setenta tangos, entre los cuales el más difundido fue La cumparsita.

## Significado del nombre
Mocosita es el diminutivo –generalmente con un toque cariñoso- de mocosa, que según el diccionario de la lengua española significa atrevido o malmandado cuando es dicho de una niña y poco experimentada cuando lo es de una joven. En los países del Río de la Plata la voz “mocosa” tiene como sinónimos a piba, pebeta, muchacha, con aptitud suficiente para compartir su vida con un hombre, y también para abandonarlo como sucede en este tango.:

## Análisis
Eduardo Giorlandini dice que Mocosita pertenece a ese grupo de tangos que puede encuadrarse como una especie de melodrama, a cuyo tema que es un drama se le agrega la música; un tango en el que hay “una historia humana, individual, pasional, con facetas sentimentales y patetismo, por lo que agita la sensibilidad de la gente. La historia corresponde a un tiempo lejano, dada la edad del país, de la comunidad en la que está inserida” que termina con el disparo final. Para este investigador el personaje  es un payador y cantor que se afincó en la ciudad, producto de la migración interna que llevó a parte de la población rural a  las zonas urbanas y, más precisamente, a las suburbanas, a las que considera el nexo entre la zona rural y la ciudad, el lugar donde el payador se transformó en milonguero y cantor. Mocosita narra la historia trágica de un payador, que se suicida por causa del desamor en el conventillo donde vivía, es que el payador urbano no habita un rancho como su antecesor rural sino una pieza del conventillo, un cotorro, 

## Grabaciones
En 1926 el representante de Gardel en Montevideo le comunicó a Víctor Soliño que el cantor había grabado Mocosita y le solicitaba la autorización para poner a la venta los discos, pero el poeta le explicó que no era posible porque consideraba que dado el apoyo tan importante que había recibido de la cantante Rosita Quiroga tenía con ella un compromiso moral por el cual ninguna de las obras que ella grabara sería reproducida por otro intérprete. Inútil fue la insistencia de Gardel a través de su representante y de José Razzano, pese a saber la gran difusión que significaba para cualquier obra su grabación por Gardel,  Víctor Soliño mantuvo su decisión.
Otros cantores y orquestas grabaron Mocosita además de Rosita Quiroga y Carlos Gardel, como por ejemplo la orquesta de Osvaldo Requena con la voz de Floreal Ruiz (1967) y la de Alfredo De Angelis con la voz de Carlos Dante en 1949; hay también una versión instrumental de Pedro Maffia de 1949. 